# Gare de Mortsel-Deurnesteenweg
Pour les articles homonymes, voir Gare de Mortsel (homonymie).
La gare de Mortsel-Deurnesteenweg (qui signifie « Chaussée de Deurne » en néerlandais) est une halte ferroviaire belge de la ligne 25 de Bruxelles-Nord à Anvers-Central, située au sud-est d'Anvers, sur le territoire de la ville de Mortsel, dans la province d'Anvers.
Cette halte de la Société nationale des chemins de fer belges (SNCB) fusionne avec la gare de Mortsel — située à proximité — le 15 décembre 2024.

## Histoire

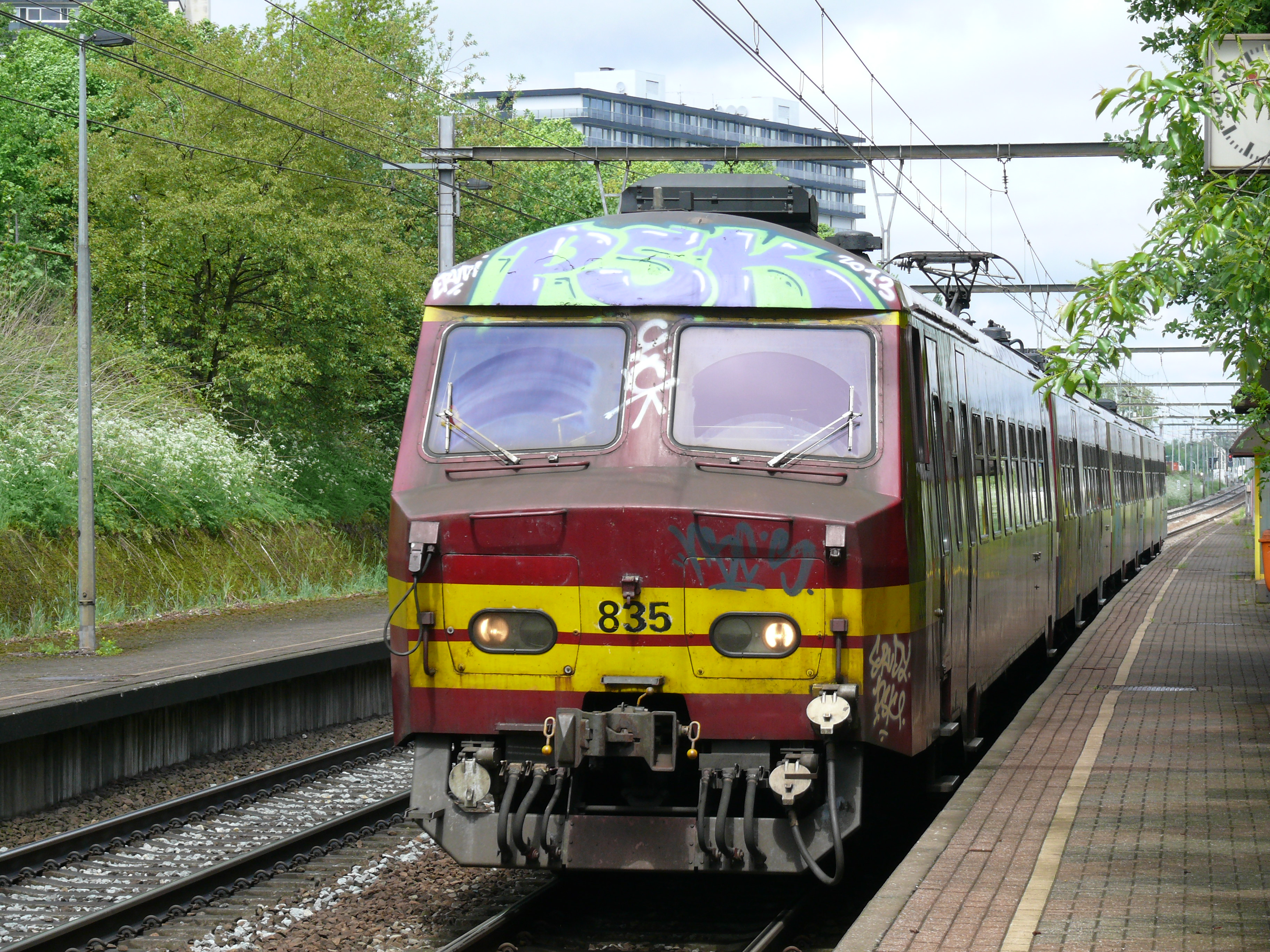
Train à quai, en 2013.

La halte de Mortsel-Deurnesteenweg est mise en service le 31 juillet 1933 par la SNCB, sur une section de la ligne 25 en service depuis 1836. Elle se retrouve sans utilisation lorsque la ligne 25 est électrifiée fin avril 1935 et réservée aux dessertes express, les omnibus à vapeur étant reportés sur la ligne 27 au plus tard en octobre de la même année.
La création d'une desserte électrique omnibus entraîne la réouverture de l'arrêt de la chaussée de Deurne le 8 octobre 1939. Son utilisation continue de fluctuer au cours du temps ; elle avait finalement été reléguée à un rôle de simple annexe de la gare de Mortsel, toute proche, et ne servait que les week-ends.
Elle fusionne avec cette dernière — gare où les voies sont renumérotées en conséquence, en l'occurrence 3 et 4, tandis que les voies de l'ancienne halte de Deurnesteenweg sont numérotées 1 et 2 — le 15 décembre 2024,.

## Comptage des voyageurs
Le graphique et le tableau montrent le nombre de passagers qui en moyenne embarquent durant la semaine, le samedi et le dimanche.
| Nombre de voyageurs qui embarquent à la gare de Mortsel-Deurnesteenweg | Nombre de voyageurs qui embarquent à la gare de Mortsel-Deurnesteenweg | Nombre de voyageurs qui embarquent à la gare de Mortsel-Deurnesteenweg | Nombre de voyageurs qui embarquent à la gare de Mortsel-Deurnesteenweg |
|                                                                        | Semaine                                                                | Samedi                                                                 | Dimanche                                                               |
| ---------------------------------------------------------------------- | ---------------------------------------------------------------------- | ---------------------------------------------------------------------- | ---------------------------------------------------------------------- |
| 1977                                                                   | 683                                                                    | 161                                                                    | 128                                                                    |
| 1978                                                                   | 815                                                                    | 105                                                                    | 114                                                                    |
| 1979                                                                   | 662                                                                    | 113                                                                    | 96                                                                     |
| 1980                                                                   | 659                                                                    | 94                                                                     | 53                                                                     |
| 1981                                                                   | 697                                                                    | 114                                                                    | 106                                                                    |
| 1982                                                                   | 670                                                                    | 102                                                                    | 68                                                                     |
| 1983                                                                   | 431                                                                    | 63                                                                     | 69                                                                     |
| 1984                                                                   | 497                                                                    | 70                                                                     | 48                                                                     |
| 1985                                                                   | 533                                                                    | 90                                                                     | 61                                                                     |
| 1986                                                                   | 376                                                                    | 100                                                                    | 40                                                                     |
| 1987                                                                   | 359                                                                    | 59                                                                     | 43                                                                     |
| 1988                                                                   | 398                                                                    | 75                                                                     | 45                                                                     |
| 1989                                                                   | 418                                                                    | 50                                                                     | 39                                                                     |
| 1990                                                                   | 271                                                                    | 58                                                                     | 45                                                                     |
| 1991                                                                   | 266                                                                    | 39                                                                     | 55                                                                     |
| 1992                                                                   | 266                                                                    | 57                                                                     | 49                                                                     |
| 1993                                                                   | 284                                                                    | 45                                                                     | 31                                                                     |
| 1994                                                                   | 244                                                                    | 41                                                                     | 36                                                                     |
| 1995                                                                   | 182                                                                    | 65                                                                     | 40                                                                     |
| 1996                                                                   | 253                                                                    | 53                                                                     | 41                                                                     |
| 1997                                                                   | -                                                                      | -                                                                      | -                                                                      |
| 1998                                                                   | 222                                                                    | 48                                                                     | 28                                                                     |
| 1999                                                                   | 247                                                                    | 83                                                                     | 34                                                                     |
| 2000                                                                   | 250                                                                    | 62                                                                     | 78                                                                     |
| 2001                                                                   | 252                                                                    | 48                                                                     | 44                                                                     |
| 2002                                                                   | 217                                                                    | 58                                                                     | 43                                                                     |
| 2003                                                                   | 206                                                                    | 67                                                                     | 53                                                                     |
| 2004                                                                   | 307                                                                    | 88                                                                     | 71                                                                     |
| 2005                                                                   | 272                                                                    | 77                                                                     | 66                                                                     |
| 2006                                                                   | 287                                                                    | 68                                                                     | 48                                                                     |
| 2007                                                                   | 245                                                                    | 57                                                                     | 56                                                                     |
| 2008                                                                   | -                                                                      | -                                                                      | -                                                                      |
| 2009                                                                   | -                                                                      | 62                                                                     | 22                                                                     |
| 2010                                                                   | -                                                                      | -                                                                      | -                                                                      |
| 2011                                                                   | -                                                                      | -                                                                      | -                                                                      |
| 2012                                                                   | -                                                                      | 21                                                                     | 16                                                                     |
| 2013                                                                   | -                                                                      | 17                                                                     | 22                                                                     |
| 2014                                                                   | -                                                                      | 15                                                                     | 12                                                                     |
| 2015                                                                   | -                                                                      | 40                                                                     | 28                                                                     |
| 2016                                                                   | -                                                                      | 25                                                                     | 22                                                                     |
| 2017                                                                   | -                                                                      | 18                                                                     | 38                                                                     |
| 2018                                                                   | -                                                                      | -                                                                      | 37                                                                     |
| 2019                                                                   | -                                                                      | -                                                                      | 31                                                                     |
| 2020                                                                   | -                                                                      | -                                                                      | 18                                                                     |
| 2021                                                                   | -                                                                      | -                                                                      | -                                                                      |
| 2022                                                                   | 113                                                                    | -                                                                      | -                                                                      |
| 2023                                                                   | 114                                                                    | -                                                                      | -                                                                      |
| 2024                                                                   | -                                                                      | -                                                                      | 105                                                                    |